# Henicopernis longicauda
Il pecchiaiolo codalunga (Henicopernis longicauda Lesson e Garnot, 1828) è un rapace della famiglia degli Accipitridi endemico della Nuova Guinea.

## Descrizione
Il pecchiaiolo codalunga misura 50–61 cm di lunghezza e ha un'apertura alare di 105–140 cm; il peso si aggira sui 447-630 g per i maschi e sui 570-730 g per le femmine. L'adulto ha regione dorsale di colore nero-brunastro, con strisce biancastre su testa e collo, e larghe barre grigio-brune su manto e ali; sulla coda vi sono 4 bande grigio-marroni. La parte superiore della faccia e la regione ventrale, di colore variabile dal crema chiaro al camoscio, sono attraversate da strisce nerastre, più numerose sul petto. Una volta in volo, sono evidenti le sottili strisce nerastre sulle copritrici. L'iride è giallo-arancio; la cera (oltre a gran parte del petto) e i piedi sono bianco-bluastri. Il giovane è molto simile all'adulto, ma ha la regione dorsale di un marrone leggermente più chiaro con barre grigio-brune più numerose su manto e copritrici; sulla coda, la banda scura subterminale e quella chiara adiacente sono più sottili; la regione ventrale è di un camoscio più intenso, con strisce bruno-rossastre.

## Distribuzione e habitat
Il pecchiaiolo codalunga è endemico della Nuova Guinea e delle zone adiacenti: è presente su gran parte dell'isola e su molte delle piccole isole situate attorno alla sua metà occidentale (Irian Jaya), tra cui ricordiamo Yapen, Biak, Waigeo, Batanta, Salawati, Misool e il gruppo delle Aru.
Popola prevalentemente le foreste pluviali di pianura e i loro dintorni, ma è presente anche nelle aree a ricrescita secondaria e nelle foreste di montagna. Seppure possa spingersi fino a 3000 m di quota, generalmente vive al di sotto dei 1800 m.

## Biologia

### Alimentazione
La dieta del pecchiaiolo codalunga è costituita da vespe (sia adulte che larve), nonché da formiche, cavallette e altri insetti, lucertole arboricole, alcuni piccoli mammiferi e uccelli (giovani polli domestici compresi) e nidiacei. Di abitudini diurne e crepuscolari, localizza i nidi delle vespe seguendo gli esemplari adulti di ritorno al favo ed estrae le larve con le zampe.

### Riproduzione
Il pecchiaiolo codalunga vive da solo o in coppia, talvolta in gruppi di tre. La stagione della nidificazione va da aprile a settembre. Il nido, fatto di ramoscelli e foderato di foglie verdi, è situato molto in alto sulla chioma degli alberi. L'aspetto delle uova e le dimensioni della covata non sono mai stati descritti.